# Trigonomima canifrons
Trigonomima canifrons är en tvåvingeart som beskrevs av Günther Enderlein 1914. Trigonomima canifrons ingår i släktet Trigonomima och familjen rovflugor. Inga underarter finns listade i Catalogue of Life.